# Горячкин, Николай Андреевич
Николай (Ник) Андреевич Горячкин (род. 12 ноября 1957, Ленинград) — российский и бельгийский журналист, режиссер документальных фильмов, медиа-менеджер. Член СИГНИС, международной ассоциации христианских продюсеров.

## Биография
В 1984 году закончил Ленинградский государственный институт театра, музыки и кинематографии. Работал референтом и литературным консультантом по драматургии и поэзии в Ленинградском отделении Союза писателей СССР, возглавлял его международную пресс-службу.
В 1990—1994 — редактор литературной редакции на Ленинградском радио. Здесь он вёл циклы авторских передач: «Рукописи из письменного стола» о произведениях самиздата на ВГТРК и христианские программы «Прикосновение к Вечности».
С 1991 по 1995 год был собственным корреспондентом газеты «Русская Мысль» (Франция), парижского радио «Благовест» и Сети католического радио и телевидения (Бельгия). Как литературный критик и культуролог, печатался в газетах и журналах России, Германии, Франции, Японии.
Организатор международного форума христианских продюсеров и телевещателей в Санкт-Петербурге в 2014 году.
Ник Горячкин — режиссёр и продюсер более 30 документальных фильмов и доку-драм, идущих в эфире 26 стран мира, включая Россию, США, Канаду, Бразилию, Францию, Германию, Италию, Гонконг, Ливан и т. д. В России его фильмы шли на ТВ каналах «Культура», Россия Вести, ТВЦ, СПАС, Семья.
Автор и ведущий двух телециклов — «Диалог» и «Да будут все едино» на европейском отделении американского телевизионного канала EWTN. Постоянный гость программ Радио Ватикана
Член СИГНИС, международной ассоциации христианских продюсеров.
Председатель жюри кинофестиваля в Азии в Гонконге в 2008 году. Член жюри кинофестивалей в Варшаве в 2001 году, Монте Карло в 2019 году.
В 2007 году был удостоен личной аудиенции с Папой Бенедиктом XVI в составе делегации германской международной благотворительной организации «Помощь Церкви в Нужде».

## Творчество
Фильмы Ника Горячкина — это всегда международные проекты, снимаемые в разных странах мира. Большинство из них поднимают тему встречи двух культур — Запада и России, ищут их общие корни в духовной истории, служат диалогу Православной и Католической церквей. Они исследуют малоизвестные феномены современной христианской истории. Фильм «Однажды я познаю Любовь» вспоминает русскую баронессу из Петербурга Екатерину Колышкину-Догерти, создавшей христианскую общину «Дом Мадонны», где ищут веру миллионеры, кинозвезды, средние американцы, безработные.
В фильме «От Франциска до Франциска» встречаются культуры средневековой Италии и Руси, воплощаясь в иконе неизвестного православного мастера, на которой изображены вместе св. Франциск Ассизский и Сергий Радонежский. Взглянуть на историю войн XX века глазами гуманиста и христианина позволяют доку-драмы «Сталинградская Мадонна» и «Крест или меч?». Они открывают малоизвестные или тщательно замалчиваемые эпизоды военной истории, которые резонируют и сегодня. В частности, паломничество крестов в 1946 году во французском городе Везеле, которое показывает, что фактически Европа объединилась сразу после войны на христианских принципах. В 1993, в год своего официального создания, Евросоюз уже убрал из своего устава все упоминания о христианстве.
В 2022 году фильм «Фатима и Россия: мост или стена?» открыл генеральную ассамблею всемирного Апостолата Фатимы.
Многое для образной системы фильмов Ника Горячкина определяет музыка разных стилей. Он работает и с классическими композиторами, и с рок-группами, как Sabaton, Nightingale (Германия) и др.

### Фильмография
- 1995 — Бог есть Любовь
- 1998 — Плавучая церковь
- 2001 — По дороге к храму. Жизнь и судьба о. Александра Меня
- 2003 — Рим Православный. Приглашение к паломничеству
- 2003 — Милосердия двери отверзи мне
- 2004 — Я пришел призвать не праведных, но грешных
- 2005 — Я встретил Бога во тьме
- 2005 — Однажды я познаю Любовь
- 2007 — Надежда говорит по-португальски
- 2007 — Папа Бенедикт XVI
- 2012 — Хитон Христа
- С 2012 — «Диалоги», межрелигиозное ток-шоу
- 2014 — Сталинградская Мадонна
- 2016 — От Франциска до Франциска
- 2017 — Крест или меч?
- 2018 — Да будут все едино, 32 эпизода
- 2019 — Фатима и Россия: мост или стена?
- 2020 — Фрей

### Награды кинофестивалей
- Гран-При на Международном фестивале католических фильмов и мультимедиа программ в Польше в 1996 году
- В 2011 году приз на Международном фестивале католических фильмов и мультимедиа программ в Польше за фильм «В поисках Святого Лика»[9]
- Специальный приз за межрелигиозный диалог на международном фестивале «Религия сегодня» в Тренто (Италия), 2002[10]
- Патриаршая награда на Первом фестивале «Вера и Слово» (2005).
- Специальный диплом фестиваля «Золотой Витязь» 2015[11]
- Номинация на лучшего режиссера за фильм «Сталинградская Мадонна» на фестивале Mirabile Dictu 2016 (Ватикан)[12]
- Документальный фильм «Фрей (Брат)» Ника Горячкина удостоен премии Христианского кинофестиваля (Вирджиния, США) за лучший документальный фильм 2021 года. Это вдохновляющая история немецкого францисканского священника Ханса Штапеля, который 40 лет работает по всему миру, служа Христу и Его пастве, помогая тем, кто страдает от наркотиков, алкоголя и депрессии, помогая им вернуться к жизни, а затем обучая стать новыми учениками и слугами Христа во всем мире[13].

###### Знаки отличия
Знак отличия «НЕВЕЧЕРНИЙ СВЕТ»